# 喬桐印氏
喬桐印氏（キョドンニンし、朝鮮語: 교동인씨）は、朝鮮の氏族の一つ。本貫は仁川広域市江華郡である。2015年の調査では、20,737人である。
始祖は、中国晋の馮翊大夫であった印瑞である。印瑞は使者として新羅に派遣され、その後新羅に帰化した。

## 集姓村
- 慶尚北道尚州郡利安面与物里
- 慶尚北道尚州郡咸昌邑旧郷里
- 全羅北道全州市多佳洞
- 忠清南道礼山郡挿橋邑龍洞里
- 忠清南道礼山郡徳山面楽上里
- 忠清南道唐津郡沔川面松鶴里
- 忠清南道唐津郡沔川面竹東里
- 忠清南道唐津郡石門面三花里
- 忠清南道唐津郡石門面通丁里
- 黄海道平山郡[2]